# Балерина (фильм, 2016)
«Балерина» (фр. Polina, danser sa vie) — французский художественный фильм 2016 года, режиссёров Валери Мюллер и Анжелена Прельжокажа. Сюжет основан на графической новелле «Polina» Бастиена Вивеса. Фильм был показан в рамках программы показов Венецианские Дни на 73-м Международном Венецианском Кинофестивале.
Сюжет фильма повествует о жизни балетной танцовщицы Полины: о её детстве, взрослении, юности и непростой взрослой жизни в балете.

## В ролях
- Анастасия Шевцова[фр.] — Полина
- Вероника Жовныцка — Полина в возрасте 8 лет
- Жюльет Бинош — Лирия Эльсаж
- Алексей Гуськов — Божинский
- Жереми Белингар[фр.] — Карл
- Нильс Шнайдер — Адриен
- Миглен Мирчев[фр.] — Антон
- Ксения Кутепова — Наталия
- Серхио Диас Веласкес — Серхио